# دوغ لي
دوغ لي هو مدرب تزلج فني ‏ كندي، ولد في القرن العشرين.